# Henry Pelham-Clinton (7e duc de Newcastle)
Henry Pelham Archibald Douglas Pelham-Clinton, 7e duc de Newcastle-under-Lyne (28 septembre 1864-30 mai 1928), est un noble anglais, appelé comte de Lincoln jusqu'en 1879.

## Biographie
Il est le fils d'Henry Pelham-Clinton (6e duc de Newcastle) et fait ses études au Collège d'Eton puis au Magdalen College, à Oxford.
Il occupe un certain nombre de postes locaux appropriés à son rang et à sa position, tels que grand intendant de Retford, maître forestier de Dartmoor et gardien du château de St Briavel.
Il est en mauvaise santé et ne joue qu'un rôle mineur dans la vie publique. En tant que fidèle anglo-catholique, il s'exprime sur les questions ecclésiastiques à la Chambre des lords.
L'une de ses réalisations est la restauration de la fortune de son domaine familial. En 1879, un grave incendie détruit une grande partie de Clumber House. Il le fait reconstruire magnifiquement sur les plans du jeune Charles Barry. Le duc est impliqué dans le processus de reconstruction, et en particulier dans la conception et la construction de la chapelle Sainte-Marie-Vierge dans le parc. Il est également responsable de la création de la Clumber Choir School. Son domaine de Thames Valley est à Forest Farm à Winkfield.
Certains des papiers personnels du 7e duc sont maintenant conservés dans les Manuscrits et les collections spéciales de l'Université de Nottingham.
Il épouse Kathleen Florence May Candy en 1889.